# Les Salles-sur-Verdon
Les Salles-sur-Verdon este o comună în departamentul Var din sud-estul Franței. În 2009 avea o populație de 8.948 de locuitori.

## Evoluția populației
| An        | 1975  | 1982  | 1990  | 1999  | 2006  | 2009  |
| --------- | ----- | ----- | ----- | ----- | ----- | ----- |
| Populație | 4.173 | 5.196 | 6.340 | 7.319 | 8.550 | 8.948 |